# 和歌山県立青陵高等学校
和歌山県立青陵高等学校（わかやまけんりつせいりょうこうとうがっこう）とは、和歌山県和歌山市にあった県立高等学校。

## 概要
昼間制・夜間定時制を行っている。昼間部は3年制、夜間は4年制。
本校は他高校からの転入生の受け入れも積極的に行っていた。

## 沿革
- 1954年 和歌山県立桐蔭高等学校の定時制課程が分離して独立
- 2015年　閉校

## 学科
- 普通科 - 昼間部・夜間部
- 情報会計科 - 夜間部

## 所在地
- 和歌山県立陵雲高等学校、 和歌山県立桐蔭中学校・高等学校と同一敷地内にあり、特に陵雲高等学校とは校舎も共有している。

## アクセス
- 和歌山バス小松原五丁目下車 徒歩5分
- JR紀勢本線宮前駅下車 徒歩20分